# 촛농 플레이

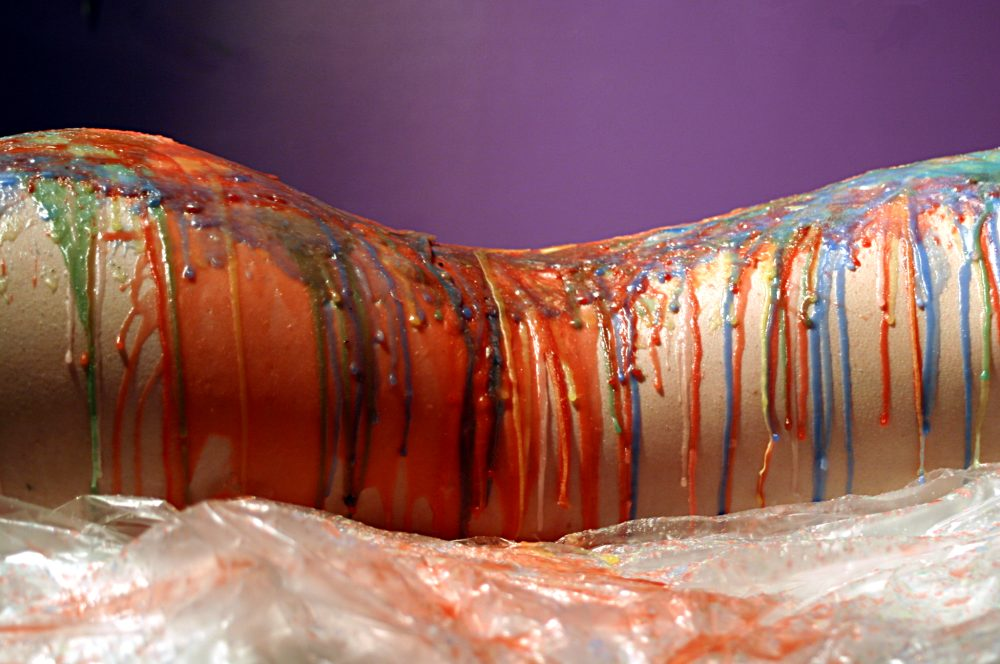

촛농 플레이는 불 붙은 양초를 기울여 떨어지는 녹은 왁스를 육체에 흘리는 것으로 성적 흥분을 높이는 SM 플레이의 일종이다. 왁스를 사용하기 때문에 본래 왁스 플레이(wax play)라고 불릴 때도 있지만, 저온초를 털 있는 곳에 흘려 굳게 한 뒤 떼서 왁싱을 한다고 하여 왁싱 플레이로 불리는 경우도 있다. 실제 많은 에세머들이 이 플레이를 즐기며, 저온초를 직접 만들어 사용, 판매하는 경우도 있다. 뜨거운 왁스가 무방비 상태의 피부에 닿으면 상당히 뜨거움을 느끼는 것과 동시에 왁스가 굳어질 때까지 뜨거움이 차분하게 이어진다. 안전을 위해 주로 저온 양초를 사용하기 때문에 보통 생각만큼 뜨거움이 크지 않다.